# مزرعة رياح قانسو
مشروع مزرعة رياح قانسو أو مشروع جيوغوان لطاقة الرياح هي مجموعة من مزارع الرياح الكبيرة قيد الإنشاء في مقاطعة قانسو الغربية في الصين. يقع مشروع مزرعة الرياح في المناطق الصحراوية بالقرب من مدينة جيوغوان في منطقتين من مقاطعة قويتشو وأيضًا بالقرب من مدينة يومن، في مقاطعة قانسو الشمالية الغربية. كان المجمع في عام 2015 ينتج 8 جيجاوات وهو أقل من 40٪ من السعة مخطط لها وهي 20 جيجاوات. دخل خط نقل تيار الجهد العالي المستمر جيوغوان-هونان الذي يبلغ طوله 2383 كيلومترًا الخدمة في عام 2017 لربط المجمع البعيد بشبكة هونان الإقليمية مما يتيح الاستفادة الكاملة من قدرته على التوليد. بعد 4 سنوات من التأخير، تم الانتهاء من أحدث مرحلة من البناء، وبذلك وصل إجمالي سعة التوليد إلى 10 جيجاوات. وهي أكبر محطة لطاقة الرياح في العالم، حيث يبلغ إنتاجها أكثر من 6 أضعاف سعة مزرعة جايسالمر للرياح التي احتلت المرتبة الثانية.